# Линдси-Бетюн, Дэвид, 15-й граф Линдсей
Дэвид Линдсей-Бетюн, 15-й граф Линдсей (англ. David Lindesay-Bethune, 15th Earl of Lindsay; 9 февраля 1926 — 1 октября 1989) — шотландский пэр и британский офицер. Он носил титул учтивости — виконт Гарнок с 1943 по 1985 год.

## Биография
Родился 9 февраля 1926 года в Лондоне. Старший сын Уильяма Такера Линдси-Бетюна, 14-го графа Линдсея (1901—1985), и Марджори Кросс (? — 1988), дочери Артура Джона Грэма Кросса. Он получил образование в Итонском колледже и колледже Магдалины в Кембридже . Он служил в шотландской гвардии младшим офицером и уволился в звании майора в 1951 году.
Он был назначен почетным полковником в мае 1957 года Fife and Forfar Yeomanry/Scottish Horse. Он занимал этот пост до 1962 года, когда его полномочия истекли. Однако ему было разрешено сохранить почетное звание полковника.
Его интерес к паровым железным дорогам привел к приобретению им локомотива The Great Marquess у British Railways после его изъятия в 1962 году. В 1973 году он сменил сэра Джеральда Набарро на посту председателя Severn Valley Railway.
В 1985 году после смерти своего отца Дэвид Линдси-Бетюн унаследовал титулы 15-го графа Линдсея (Пэрство Шотландии), 24-го лорда Линдси из Байрса (Пэрство Шотландии), 15-го лорда Парброата (Пэрство Шотландии), 14-го лорда Килбирни и Драмри (Пэрство Шотландии) и 14-го виконта Гарнока (Пэрство Шотландии).

## Семья
31 октября 1953 года виконт Гарнок женился на достопочтенной Мэри-Клэр Дуглас-Скотт-Монтегю (9 июня 1928 — 5 апреля 2016), дочери Джона Дугласа-Скотта-Монтегю, 2-го барона Монтегю из Болье, и Элис Перл Крейк. У супругов было двое детей:
- Джеймс Рэндольф Линдси-Бетюн, 16-й граф Линдсей (род. 19 ноября 1955), преемник отца.
- Леди Кэролайн Джанет Линдси-Бетюн (род. 7 июля 1957), в 1981 году она вышла замуж за сэра Джорджа Ричарда Буршье Рея, 15-го баронета, от брака с которым у неё было трое детей.

Супруги развелись в 1968 году. 9 июня 1969 года он вторично женился на Пенелопе Джорджине Кроссли (род. 22 марта 1928), дочери Энтони Кроссли и Клэр Фрэнсис Фортескью Томсон. Второй брак был бездетным.
Лорд Линдсей скончался в 1989 году, и ему наследовал его единственный сын, Джеймс.